# 1998 SR70
1998 SR70 är en asteroid i huvudbältet som upptäcktes den 21 september 1998 av den belgiske astronomen Eric W. Elst vid La Silla-observatoriet.
Asteroiden har en diameter på ungefär 6 kilometer och den tillhör asteroidgruppen Eos.